# Dužnost poštovanja zabrane konkurencije
Dužnost poštovanja zabrane konkurencije se razmatra sa aspekta uzajamnog odnosa između lica i privrednog društva u skladu sa Zakonom o privrednim društvima(ZPD).
Posledice povrede zabrane konkurencije su različite.Pre svega,lice koje je povredilo pravila o zabrani konkurencije može izgubiti status koji ima(npr. može biti isključeno iz društva,smenjeno s funkcije i sl.).Osim toga,ono može biti odgovorno za štetu koju društvo trpi zbog povrede pravila konkurencije. To ograničenje slobode rada je ograničeno vremenski (ne duže od dve godine), i prostorno (na području gde se realno može konkurisati poslodavcu).

## Slučajevi i posledice
Dužnost rada u interesu kompanije obuhvata u širem smislu i dužnost nekonkurencije tom društvu lica koja imaju dužnost prema privrednom društvu ( izuzetno ovo se ne odnosi samo na likvidacionog upravnika). Lica koja imaju dužnosti prema privrednom društvu ne mogu:
1. biti angažovana u drugom privrednom društvu konkurentske delatnosti ( imati isto svojstvo: zaposlenje, svojstvo preduzetnika, ortaka ili komplementara, ili kontrolnog člana ili akcionara, zastupnika i prokuriste, svojstvo člana odbora direktora ili nadzornog odbora),
2. biti preduzetnici koji imaju isti ili sličan predmet poslovanja,
3. biti zaposlena u konkurentnom društvu
4. biti na drugi način angažovana u drugom konkurentnom društvu,
5. biti članovi ili osnivači u drugom pravnom licu koje ima isti ili sličan predmet poslovanja, osim ako za to dobiju odobrenje u skladu sa davanjem odobrenja prilikom sukoba interesa -pravilo nekonkurencije.[1] Naime, kod višestrukih svojstava ovih lica u konkurentskim društvima pitanje prema kojem društva su ta lica lojalna ( prema kome imaju obavezu fiducijarne dužnosti(“dužnost rada u interesu kompanije”) - neizvršni to treba da imaju svakako prema društvu su izvršni direktori, ali ako je jedno lice izvršni direktor u više društava, što je po pravilu isključeno kod konkurentskih društava, osim dobijanja odobrenja,moralo bi biti lojalno svakom društvu gde obavlja tu funkciju).[2]

## Širi aspekt i ciljevi
Nekonkurencija ne obuhvata samo obavljanje poslova u svoje ime i za svoj račun, već i za tuđ račun ( što je ponekad i važnije, jer bi se tako prikrivalo dejstvo ove klauzule, ako i ovo ne bi bilo obuhvaćeno).
Klauzula konkurencije ima dva legitimna cilja. Prvi, pozitivan: postojanje legitimnog interesa korisnika klauzule. Drugi, negativan: očuvanje ekonomske slobode dužnika iz ove klauzule. Radi udovoljenja ovim principima ova klauzula mora limitirati, što ona i čini, svoj predmet (ne može obuhvatiti celu profesionalnu aktivnost dužnika iz klauzule, već samo delatnost konkurentnu sa delatnošću korisnika iz klauzule). U istom cilju ova ustanova limitira vreme svog dejstva, a ponekad i prostor (npr. u domenu usluga određenu prostornu udaljenost lokala iste namene).

## Priroda i trajanje
Dužnost nekonkurencije po pravilu, ne prestaje sa okončanjem funkcije direktora ili prestankom drugog svojstva lica koje ima dužnost prema privrednom društvu, a koje može biti osnov klauzule nekonkurencije, već u skladu sa ugovorom može trajati i određeno vreme nakon toga (koncept postugovornih dužnosti u ugovornom pravu). Najčešće se ova obaveza na ugovorenoj osnovi proteže do dve godine nakon prestanka tog svojstva u društvu prema kojem postoji takva obaveza na osnovu klauzule nedozvoljene konkurencije (pravni režim joj je u osnovi istovetan pravnom režimu klauzule sukoba interesa), koja kao postugovorna može obuhvatiti i neke segmente ispoljavanja sukoba interesa direktora sa društvom, kada je to po logici stvari moguće (npr.korišćenje poslovnih mogućnosti društva). Kako se kad je o direktorima reč, ovo svojstvo po svojoj pravnoj prirodi locira na agencijski posao, to se u ovom slučaju traži analogija sa ugovornom zabranom zastupniku da po okončanju ugovora na istom području zastupanja sklapa poslove zastupanjem druge konkurentske kompanije.

## Priroda klauzule
Klauzula nedozvoljene konkurencije dispozitivne je prirode i može se osnivačkim aktom, odnosno statutom, proširiti i na druga lica, a mogu se odrediti i poslovi i način ili mesto njigovog obavljanja koji ne predstavljaju povredu dužnosti nedozvoljene konkurencije. Sankcije za povredu pravila zabrane nedozvoljene konkurencije su: naknada štete; ustupanje društvu koristi koje je lice koje povredi ovo pravilo, odnosno konkurentno društvo, ostvarilo kao posledicu povrede; isključenje iz društva; zabrana obavljanja konkurentske delatnosti za to konkurentsko društvo, odnosno lice, i prestanak radnog odnosa. Rok za podnošenje tužbe je šest meseci (subjektivni) odnosno pet godina (objektivni).

## Hipotetički primer
Pitanje:
Poštovani, Obraćam Vam se sa molbom za pojašnjenje jednog od članova ugovora o radu. Ugovor o radu, čiji je sporan član sastavni deo, je praktično tipski i potpisali su ga svi (bar tako ja mislim) trenutno zaposleni u aprilu 2010. godine. Kompanija je u mešovitom vlasništvu Republike Srbije i inostranog partnera i jedna je od najvećih u zemlji. Sporni član glasi: „Za vreme trajanja radnog odnosa i dve godine nakon prestanka radnog odnosa kod Poslodavca, Zaposleni ne može obavljati poslove koji spadaju u delatnost Poslodavca, u svoje ime i za račun, niti u ime i za račun drugog pravnog ili fizičkog lica, na teritoriji Republike Srbije ili neke druge zemlje bez pismene saglasnosti Upravnog odbora (navedeno je ime kompanije). Ukoliko zaposleni prekrši klauzulu o zabrani konkurencije, dužan je da Poslodavcu nadoknadi štetu u iznosu koji predstavlja zaradu zaposlenog koju bi ostvario u periodu od dve godine i u tom slučaju Zaposleni odgovara i svojom ličnom imovinom.“ Konkretna pitanja su:
1. Da li je prethodno citiran član u potpunosti u skladu sa srpskim zakonodavstvom (posebno se to odnosi na vremenski rok i može li biti kraći ili duži)? Ako nije šta tačno nije.
2. Koji poslovi spadaju u delatnost poslodavca (poslodavac je finalista koji skapa proizvod, da li u njegovu delatnost spadaju i poslovi odnosno firme koje proizvode delove za taj proizvod.Još preciznije: kao primer, pretpostavimo da je poslodavac  Automobili Srbija (proizvodjač automobila). Da li u delatnost ovog proizvođača spada i proizvodnja na pr. menjača, kog proizvodi neka druga kompanija a Fiat ga samo ugrađuje u svoj proizvod (automobil)? Hvala.

Odgovor:
Zakonom o radu regulisano je da se zabrana konkurencije može ugovoriti i po prestanku radnog odnosa, u roku koji ne može da bude duži od dve godine po prestanku randog odnosa. Dakle, citirana odredba je u skladu sa zakonom. Zabrana konkurencije može da se utvrdi samo ako postoje uslovi da zaposleni kod poslodavca stekne nova, posebno važna tehnološka znanja, širok krug poslovnih partnera ili da dođe do saznanja važnih poslovnih informacija i tajni. Opštim aktom i ugovorom o radu utvrđuje se i teritorijalno važenje zabrane konkurencije, u zavisnosti od vrste posla na koji se zabrana odnosi. Dakle, zabrana može da se utvrdi samo u odnosu na posao kojim se bavite, a ne na celokupnu delatnost poslodavca. Važno je napomenuti i da zabrana konkurencije nakon prestanka radnog odnosa može da se ugovori samo ako se poslodavac obaveže da ća zaposlenom isplatiti novčanu naknadu u ugovorenoj visini.

## Literatura
- Vasiljević M.,Kompanijsko pravo, Pravni fakultet, Beograd 2010.